# Генейкозан

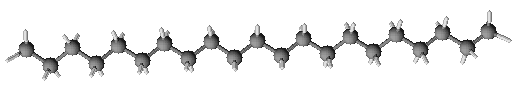
Генейкозан

Генейкозан CH3(CH2)19CH3 — ациклічний, насичений вуглеводень нормальної будови.

## Фізичні властивості
Молекулярна маса - 296,57 г/моль;
Температура плавлення 40,5 °C;
Температура кипіння 356,5 °C;
Показник заломлення n20
D 1,4441;
Густина — d20=0,7917; г/см3;

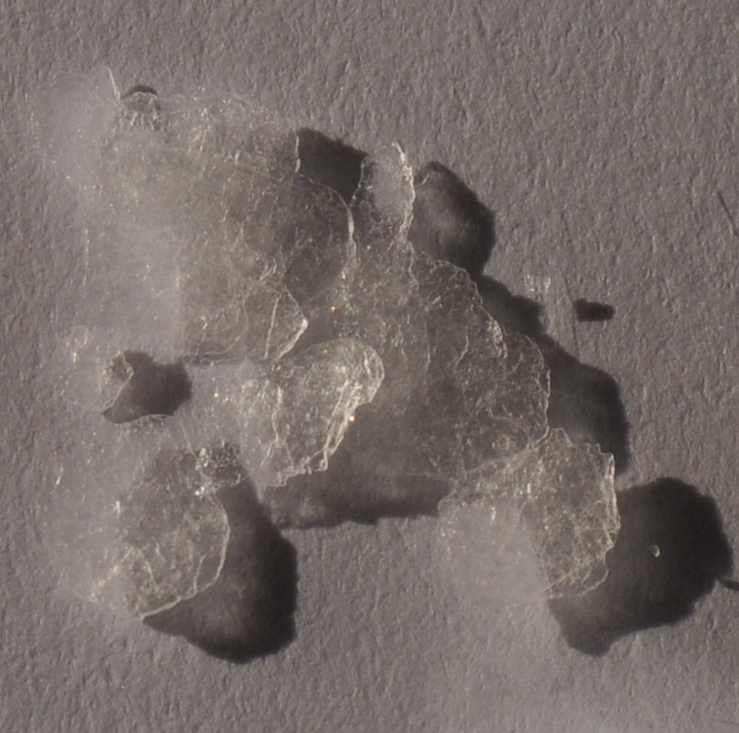

Тиск пари (в мм рт.ст.): 1 (160 °C); 10 (207 °C); 40 (244 °C); 100 (272 °C); 400 (326 °C).

## Ізомерія
За формулою C21H44 теоретично можливо 910 726 ізомерів з таким числом атомів.